# جستن هورويتز
جستن هورويتز (بالإنجليزية: Justin Hurwitz) (و. 1985  م) هو ملحن، ومؤلفو موسيقى تصويرية، وكاتب سيناريو أمريكي، ولد في لوس أنجلوس.

## التعليم
تعلم في جامعة هارفارد.

## أعمال بارزة
من أهم أعماله:
- ويبلاش
- لا لا لاند
- أول رجل (فيلم).

## جوائز وترشيحات
حصل على جوائز منها:
- جائزة الأوسكار لأفضل موسيقى تصويرية، عن عمل: لا لا لاند.

ترشح لـ:
- جائزة الأوسكار لأفضل موسيقى تصويرية، عن عمل: لا لا لاند.

## وصلات خارجية
- جستن هورويتز على موقع IMDb (الإنجليزية)
- جستن هورويتز على موقع ميوزك برينز (الإنجليزية)
- جستن هورويتز على موقع بوكس أوفيس موجو (الإنجليزية)
- جستن هورويتز على موقع أول ميوزيك (الإنجليزية)
- جستن هورويتز على موقع قاعدة بيانات الفيلم (الإنجليزية)

- جستن هورويتز في قاعدة بيانات الأفلام على الإنترنت